# Pamphagus ortolaniae
Pamphagus ortolaniae is een rechtvleugelig insect uit de familie Pamphagidae. De wetenschappelijke naam van deze soort is voor het eerst geldig gepubliceerd in 1977 door Cusimano & Massa.